# Camoghè
Der Camoghè ist mit einer Höhe von 2227,9 m ü. M. und vor allem mit seiner Lage östlich über der Magadinoebene einer der bedeutendsten Berge des Schweizer Kantons Tessin. Nach SOIUSA gehört er zu den Comer Voralpen (SOIUSA) innerhalb der Luganer Voralpen (SOIUSA).
Der Berg steht in relativer Nähe zur italienischen Grenze (circa 1,5 km) gänzlich auf Tessiner Boden. Ein wenig weiter östlich, hinter der Grenze, liegt der Pizzo di Gino, der höchste Berg der Comer Voralpen.
Die Nord-Westflanke ist Gebiet der weit entfernten Gemeinden Cadenazzo und Monteceneri (Comunanza), die Ostflanke gehört zu Bellinzona, die Südseite zu mehreren Gemeinden. Nach Südosten verläuft ein Kamm zu den Bergen Monte Segor (2097 m) und Gazzirola (2116 m) an der italienischen Grenze. Auf dem Westgrat liegt die Cima Calescio (2035 m).